# Австрія на зимових Олімпійських іграх 1976
Австрія на зимових Олімпійських іграх 1976 була представлена 77  спортсменами в 10 видах спорту.

## Медалісти
| Медаль | Спортсмен                 | Вид                 | Дисципліна          |
| ------ | ------------------------- | ------------------- | ------------------- |
| Золото | Франц Кламмер             | гірськолижний спорт | швидкісний спуск    |
| Золото | Карл Шнабль               | стрибки з трампліна | великий трамплін    |
| Срібло | Брігітте Точніг           | гірськолижний спорт | швидкісний спуск    |
| Срібло | Антон Іннауер             | стрибки з трамліна  | великий трамплін    |
| Бронза | Карл Шнабль               | стрибки з трампліна | нормальний трамплін |
| Бронза | Франц Шахнер Рудольф Шмід | санний спорт        | двійки              |